# Kista Galleria
Kista Galleria je nákupní centrum ve stockholmské čtvrti Kista, které je spravováno společností Kista Galleria KB. Původně bylo postaveno v roce 1977, ale kolem přelomu tisíciletí bylo zcela přestavěno. Na ploše cca 90 000 m² se nachází 180 obchodů a restaurací a největší multikino ve Stockholmu s 11 sály (celkem 1500 míst), z nichž 5 je vybaveno 3D projekcí. Součástí nákupního centra jsou 2 věžáky sloužící jako studentské koleje. Ve středisku k dispozici je také knihovna, bowling, motokárová dráha, pracovní úřad, zdravotní zařízení, policejní služebna, kontaktní místo státní správy a kanceláře Národního odbor pro pomoc studentům a Úřadu pro rovná práva.
Dnes je centrum jediným ve Švédsku, které je otevřeno od 10 do 21 každý den (359 dní v roce). Výjimky otevírací doby jsou však během prázdnin a některé obchody mají odlišnou otevírací dobu, například Systembolaget, Coop nebo ICA Supermarket. Kista Galleria se nachází na modré lince metra, asi 13 kilometrů severozápadně od centra města. Ročně jej navštíví 19 milionů zákazníků.
V roce 2015 byla místní knihovna udělena cena "Veřejná knihovna roku 2015", kterou vyhlašuje každoročně Mezinárodní federace knihovnických institucí a organizací. Od přesunutí knihovny do nákupního centra v roce 2014 se návštěvy zvýšily o 300% a knižní výpůjčky se zdvojnásobily.

## Rozšíření
Velké rozšíření proběhlo v roce 2002, kdy se prodejní plocha zvýšila z 22 000 m² na 48 000 m². V roce bylo 2009 přidáno dalších 12 000 m² prodejní plochy a počet obchodů se zvýšil ze 155 na současných 180. Nyní je k dispozici 89 400 m² pronajímatelné plochy, z které 56 700 m² tvoří nákupní centrum, cca 9 200 m² kanceláře, cca 4 600 m² skladní prostory, cca 10 000 m² studentské ubytování, cca 8,100 m² hotel a asi 800 m² ostatní prostory. Včetně parkovací plochy má nemovitost 133 000 m².
Jedním z nových nájemníků je Åhléns s 4 000 m² prodejní plochy. Kromě nákupní plochy byl také přidán nový vchod směrem k budoucí tramvajové stanici na Torsnästorget, zatímco vstup od Kista Science Tower a Kistagången byl přestavěn. Nové parkoviště s 220 parkovacími místy bude postaveno s příjezdem z Hanstavägen. Nové garáže budou napojeny na parkoviště v Kista Qvadrat. Celkově je dostupných 2500 placených parkovacích míst.

## Majitel
Galerie měla od jejího dokončení několik majitelů. V roce 2012 postoupila za 4,6 miliard Švédských korun (526 milionů eur) DNB Livforsikring obchodní centrum komanditní společnosti Kista Galleria KB vlastněnou napůl finskou realitní společností Citycon a kanadským penzijním fondem CPPIB.